# Municipio de North Fork (Iowa)
El municipio de North Fork (en inglés: North Fork Township) es un municipio ubicado en el condado de Delaware en el estado estadounidense de Iowa. En el año 2010 tenía una población de 468 habitantes y una densidad poblacional de 4,97 personas por km².

## Geografía
El municipio de North Fork se encuentra ubicado en las coordenadas 42°25′44″N 91°10′44″O / 42.42889, -91.17889. Según la Oficina del Censo de los Estados Unidos, el municipio tiene una superficie total de 94.22 km², de la cual 94,1 km² corresponden a tierra firme y (0,13 %) 0,12 km² es agua.

## Demografía
Según el censo de 2010, había 468 personas residiendo en el municipio de North Fork. La densidad de población era de 4,97 hab./km². De los 468 habitantes, el municipio de North Fork estaba compuesto por el 98,08 % blancos, el 0,64 % eran afroamericanos y el 1,28 % eran de una mezcla de razas. Del total de la población el 0,21 % eran hispanos o latinos de cualquier raza.